# ساشا جاكسون
ساشا جاكسون (بالإنجليزية: Sasha Jackson)‏ هي ممثلة بريطانية وأمريكية، ولدت في 1 أغسطس 1988 في المملكة المتحدة. بدأت مشوارها المهني سنة 2003.

## وصلات خارجية
- ساشا جاكسون على موقع IMDb (الإنجليزية)
- ساشا جاكسون على موقع قاعدة بيانات الفيلم (الإنجليزية)